# Mount Carroll (Antarktika)
Mount Carroll ist ein 650 m hoher und hufeisenförmiger Berg im Norden des Grahamland auf der Antarktischen Halbinsel. Auf der Trinity-Halbinsel ragt er südlich der Hope Bay auf.
Teilnehmer der Schwedischen Antarktisexpedition (1901–1903) unter der Leitung Otto Nordenskjölds entdeckten und kartierten ihn. Der Falkland Islands Dependencies Survey FIDS nahm zwischen 1945 und 1947 Vermessungen vor und benannte ihn. Namensgeber ist der kanadische Seemann Tom Carroll (1868–1961), der an der Errichtung der Basis des FIDS in der Hope Bay im Februar 1945 beteiligt war. Die ursprünglich typografisch fehlerhafte Benennung als Mount Carrell korrigierte das UK Antarctic Place-Names Committee im Jahr 1988.